# 39/Smooth
39/Smooth — дебютный студийный альбом американской рок-группы Green Day, выпущенный 13 апреля 1990 года на Lookout! Records. Это был единственный альбом группы с участием барабанщика Джона Киффмейера. Джесси Майклс из Operation Ivy внёс свой вклад в оформление альбома. На внутренней стороне буклета изображены рукописные тексты песен Билли Джо Армстронга и письма барабанщика Джона Киффмейера и владельца лейбла Lookout! Ларри Ливермора в адрес I.R.S. Records, в которых они опровергают поддельное предложение подписать контракт с лейблом и заявляют о своей лояльности Lookout! (однако позже группа покинет лейбл и присоединится к Reprise Records). Официальных синглов с альбома выпущено не было, хотя «Going to Pasalacqua» была выпущена в качестве макетного сингла в бокс-сете синглов Green Day под названием Green Day: Ultimate Collectors.
39/Smooth позже был переиздан вместе с двумя EP альбомами группы 1000, Hours и Slappy, а также с песней «I Want to Be Alone» (из сборника The Big One, выпущенного с помощью Flipside Records в 1990 году) из сборника 1991 года 1,039/Smoothed Out Slappy Hours.

## Выпуск
39/Smooth был выпущен в 1990 году, и первые несколько релизов были на чёрном виниле. Позже он был выпущен на зелёном виниле, и только около 800 экземпляров существуют в зелёном цвете. На старых отпечатках пластинки на обороте указан старый адрес Lookout! в Лейтонвилле. После переезда из Лейтонвилля в Беркли в 1992 году адрес, указанный на пластинке, был изменён.
Альбом имел лишь скромный успех, разошедшись тиражом чуть менее 3000 копий на лейбле Lookout! Records в первый год своего существования. Несмотря на незначительный объём продаж для лейбла, это был вполне прибыльный результат для молодого андеграундного лейбла. Весной 1994 года, после выхода Dookie, продажи достигли отметки в 55 000 экземпляров.
CD-версия альбома не была выпущена, но содержание LP позже было включено в сборник 1,039/Smoothed Out Slappy Hours, который был выпущен в 1991 году. Сборник был переиздан в ремастированном виде в 2004 году. Он был переиздан на CD 9 января 2007 года на Reprise Records, с которым Green Day подписали контракт после ухода из Lookout!. Обратите внимание, что в Европе альбом уже был переиздан Epitaph Records и остался в печати. Он был переиздан на виниле 24 марта 2009 года на Reprise в упаковке, содержащей оригинальный 10-трековый альбом 39/Smooth, а также переиздания мини-альбомов 1000 Hours и Slappy.

## Список композиций
Слова и музыка всех песен — Green Day (Билли Джо Армстронг, Майк Дёрнт и Джон Киффмейер), если не указано иное.
| №                   | Название                               | Длительность |
| ------------------- | -------------------------------------- | ------------ |
| 1.                  | «At the Library with Waba Sé Wasca»    | 2:28         |
| 2.                  | «Don't Leave Me»                       | 2:39         |
| 3.                  | «I Was There» (слова Джона Киффмейера) | 3:36         |
| 4.                  | «Disappearing Boy»                     | 2:52         |
| 5.                  | «Green Day»                            | 3:29         |
| 6.                  | «Going to Pasalacqua»                  | 3:30         |
| 7.                  | «16»                                   | 3:24         |
| 8.                  | «Road to Acceptance»                   | 3:35         |
| 9.                  | «Rest»                                 | 3:05         |
| 10.                 | «The Judge's Daughter»                 | 2:34         |
| Общая длительность: | Общая длительность:                    | 31:13        |

## Участники записи
- Билли Джо Армстронг — вокал, гитара
- Майк Дёрнт — бас-гитара, бэк-вокал
- Джон Киффмейер — барабаны, перкуссия, бэк-вокал
- Энди Эрнст — продюсер
- Green Day — продюсеры
- Джон Голдэн — мастеринг
- Сьюзи Грант — передняя часть фото
- Джесси Майклз — оформление
- Пэт Хайнес — оформление, дизайн
- Крис Аппельгрен, Аарон Кометбус, Рич Гаргано, Дэвид Хейс — оформление
- Мюррей Боулз, Арика Пелино — фотография